# Antonin Mercié

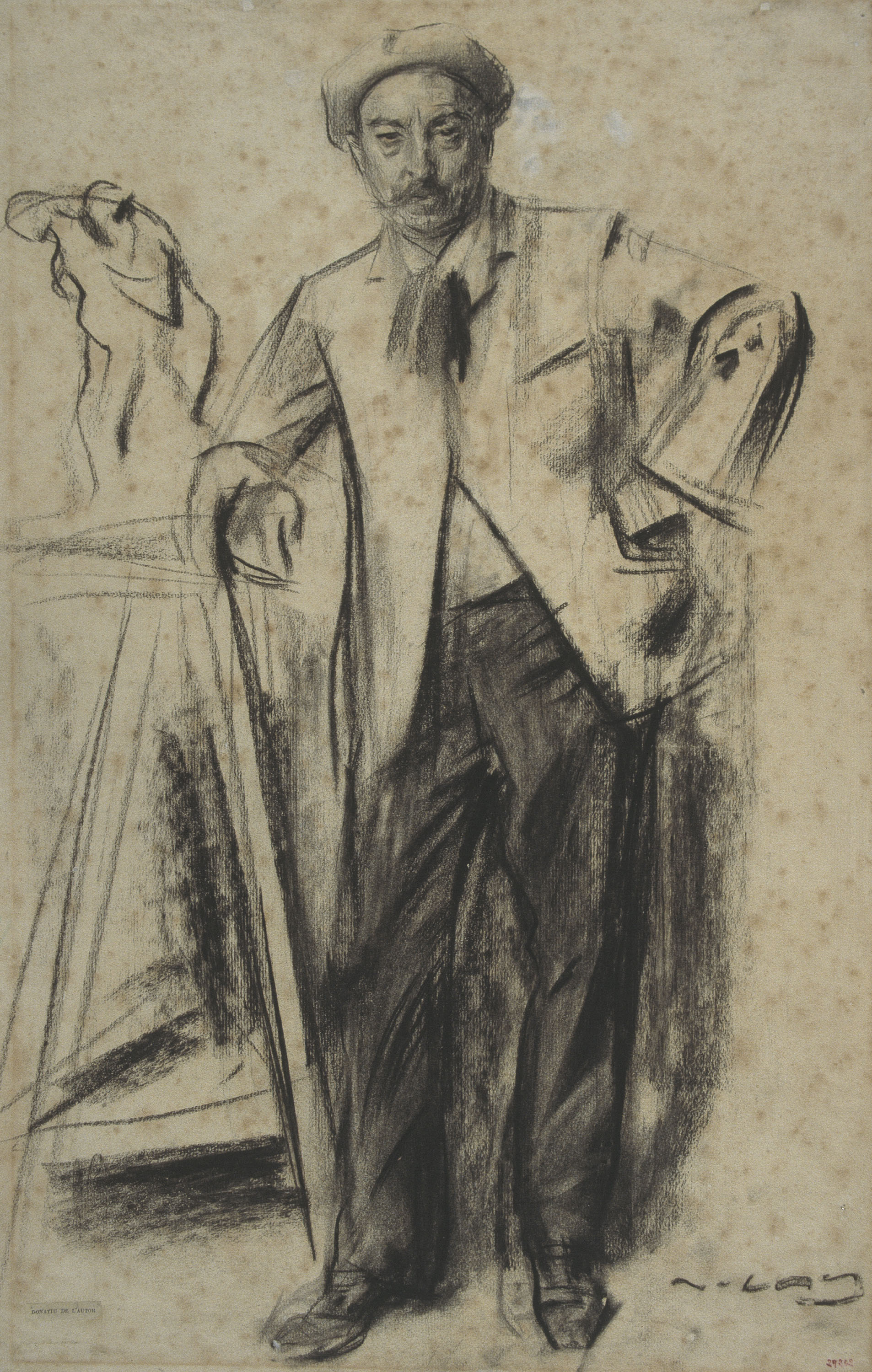
Antonin Mercié przy sztalugach, 1900

Marius Jean Antonin Mercié (ur. 30 października 1845 w Tuluzie, zm. 13 grudnia 1916 w Paryżu) – francuski malarz i rzeźbiarz, arystokrata (baron).
Był uczniem Alexandre'a Falguière'a i François Jouffroya.